# Jifat
Jifat (hebr. יִפְעַת; ang. Yifat) – kibuc położony w Samorządzie Regionu Emek Jizre’el, w Dystrykcie Północnym, w Izraelu. Członek Ruchu Kibuców (Ha-Tenu’a ha-Kibbucit).

## Położenie
Kibuc Jifat jest położony na wysokości od 100 do 160 metrów n.p.m., na północnej granicy intensywnie użytkowanej rolniczo Doliny Jezreel z masywem górskim Hare Nacerat, w Dolnej Galilei, na północy Izraela. Masyw Hare Nacerat ciągnie się na wschód od kibucu, w kierunku do miasta Nazaret. Z wzgórz tych spływa przepływający na północ od kibucu strumień Cvi, natomiast na południu przepływa strumień Jifat. Okoliczny teren łagodnie opada w kierunku południowo-zachodnim. W otoczeniu Jifat znajdują się miasto Migdal ha-Emek, kibuce Sarid, Gewat i Ramat Dawid, moszaw Nahalal, oraz wieś komunalna Timrat.
Jifat jest położony w Samorządzie Regionu Emek Jizre’el, w Poddystrykcie Jezreel, w Dystrykcie Północnym Izraela.

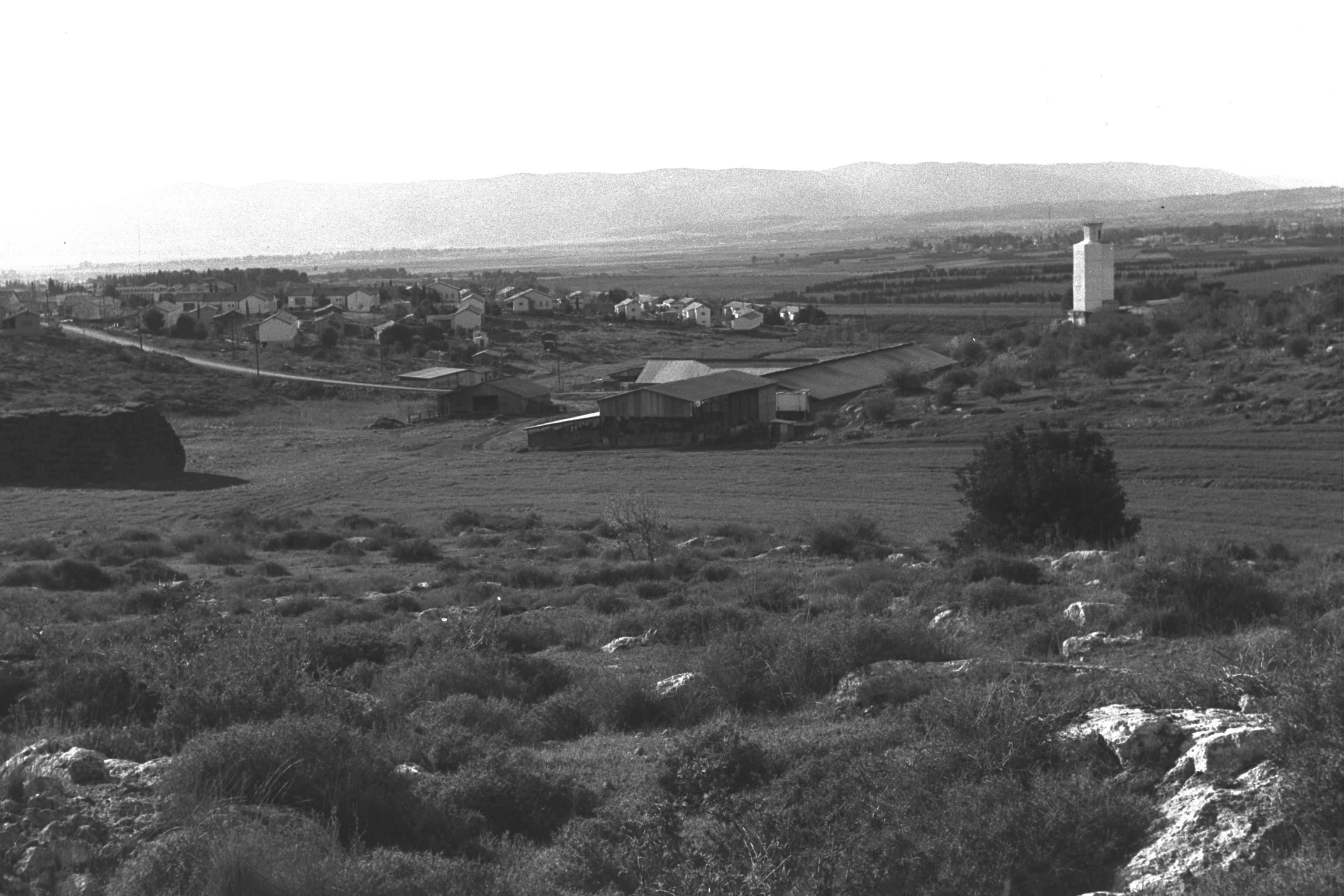
Kibuc Jifat w 1960 r.

## Historia
W 1951 roku doszło do wewnętrznego rozłamu w sąsiednich kibucach Gewat i Ramat David, w wyniku którego część lewicowych mieszkańców odeszła (byli to członkowie partii politycznej Mapai) i następnie w dniu 15 lipca 1954 roku założyła nowy kibuc. Początkowo nazywał się on Ichud ha-Szaron – Gewat (hebr. איחוד השרון - גבת), a następnie zmieniono na obecną, która nawiązuje do biblijnego miasta Jafia. Był to jeden z pierwszych kibuców w kraju, który zdecydował się przyjmować wolontariuszy z Niemiec.
W 2004 roku kibuc przeszedł przez proces prywatyzacji, zachowując kolektywną organizację instytucji kultury, edukacji i ochrony zdrowia. W 2010 roku rozpoczęto budowę nowego osiedla mieszkaniowego (41 domów i planowane kolejnych 40 domów), które jest położone w południowo-wschodniej części osady.

## Demografia
Większość mieszkańców kibucu jest Żydami, jednak nie wszyscy identyfikują się z judaizmem. Tutejsza populacja jest świecka:

## Gospodarka i infrastruktura
Gospodarka kibucu opiera się na intensywnym rolnictwie, sadownictwie, szklarniach i hodowli drobiu. Uprawy polowe koncentrują się na bawełnie. Sady zajmują około 750 hektarów i obejmują awokado i migdałowce. Jest tutaj gaj drzewek oliwnych i winorośli. Jest tu także zakład produkujący maszyny rolnicze. W kibucu znajduje się przychodnia zdrowia, poczta, sklep wielobranżowy, pralnia, stacja benzynowa i warsztat mechaniczny.

## Transport
Z kibucu wyjeżdża się na zachód na drogę nr 73, którą jadąc na zachód dojeżdża się do kibuców Gewat i Ramat Dawid, lub jadąc na południowy wschód dojeżdża się do kibucu Sarid i dalej do skrzyżowania z drogą nr 7255 prowadzącą na północ do miasta Migdal ha-Emek.

## Edukacja i kultura
W kibucu jest przedszkole oraz regionalna szkoła średnia Ha-Emek Ha-Ma'aravi. Dzieci są także dowożone do szkoły podstawowej w sąsiednim kibucu Sarid. Jest tu także szkoła języka hebrajskiego (ulpan) dla nowych imigrantów i osób, które rozważają imigrację do Ziemi Izraela. Kibuc posiada własną synagogę i mykwę, oraz ośrodek kultury z biblioteką. Jest tu Muzeum Doliny Jezreel upamiętniające historię osadnictwa żydowskiego w regionie, oraz Muzeum Obory przedstawiające historię rozwoju hodowli bydła. Z obiektów sportowych jest basen pływacki, sala sportowa oraz boiska.